# Theodoor van ter Velden
Jan Theodorus (Theodoor) van ter Velden (Horst, 22 november 1823 - Broekhuizen, 15 maart 1884) was een Nederlands burgemeester. Hij bekleedde dit ambt voor de gemeente Horst van 1880 tot aan zijn dood in 1884.

## Leven en werk
Van ter Velden werd in 1823 in Horst geboren. Hij trouwde omstreeks 1850 met Jacoba Schraven uit Broekhuizen en ging na het huwelijk in dat dorp wonen, waar hij de plaatselijke veearts werd. Op 4 december 1880 werd hij benoemd tot burgemeester van Horst en zou dit tot aan zijn dood in 1884 blijven.